# Gare d'Aomori
La gare d'Aomori (青森駅, Aomori-eki) est la principale gare ferroviaire de la ville d'Aomori dans la préfecture éponyme au Japon.
La gare est exploitée par la East Japan Railway Company (JR East) et la compagnie privée Aoimori Railway.

## Situation ferroviaire
Gare terminus, elle est située au début de la ligne Tsugaru et à la fin des lignes Ōu (point kilométrique (PK) 484,5) et Aoimori Railway (PK 121,9).

## Histoire
La gare d'Aomori a été inaugurée le 1er septembre 1891.

## Service des voyageurs

### Accueil
La gare dispose d'un bâtiment voyageurs, avec guichets, ouvert tous les jours de 5h20 à 22h30.

### Desserte

#### Aoimori Railway
- Ligne Aoimori Railway :
  - voies 1 et 2 :  direction Asamushi-Onsen, Noheji et Hachinohe

#### JR East
- Ligne principale Ōu :
  - voies 1 à 6 : direction Shin-Aomori, Hirosaki, Ōdate et Akita
- Ligne Tsugaru :
  - voies 3 à 6 :  pour Kanita et Minmaya